# 奥莱奥
奥莱奥是巴西圣保罗州的一个市镇。总面积197.974平方公里，总人口3137人，人口密度15.8人/平方公里。